# Montseveroux
 Montseveroux  es una población y comuna francesa, en la región de Ródano-Alpes, departamento de Isère, en el distrito de Vienne y cantón de Beaurepaire.

## Demografía
| 444 | 398 | 418 | 522 | 637 | 782 |
| Para los censos de 1962 a 1999 la población legal corresponde a la población sin duplicidades (Fuente: INSEE [Consultar]) |     |     |     |     |     |